# Peckham Rye
Peckham Rye to park położony w dzielnicy Peckham w południowym Londynie, w obrębie gminy Southwark. Jego powierzchnia, przypominająca kształtem trójkąt, zajmuje łącznie ponad 42 hektarów. Na terenie parku znajduje się rzeka Peck. Nazwę Peckham Rye noszą również ulice ciągnące się po wschodniej i zachodniej granicy parku.
Park wspominany był już w dokumentach z XIV wieku. W 1868 roku ówczesny właściciel ziemi prawnie zabezpieczył teren przed ewentualną zabudową. W kolejnych latach park cieszył się rosnącą popularnością. W weekendy i święta stawał się tak zatłoczony, że z uwagi na komfort i bezpieczeństwo odwiedzających postanowiono go powiększyć. Za sumę 51 tys. funtów wykupiono sąsiadującą farmę Homestall i całość oficjalnie otworzono jako Peckham Rye w 1894 roku. Podczas II wojny światowej teren parku posłużył jako obóz, w którym trzymano włoskich więźniów wojennych.
W latach 60. XVIII wieku poeta William Blake na terenie Peckham Rye miał doznawać serii wizji i objawień.
W okolicach parku toczy się akcja powieści Ballada o Peckham Rye szkockiej powieściopisarki Muriel Spark z 1960 roku.